# 秋元恵美
秋元 恵美（あきもと えみ、1956年7月19日 - ）は、日本の元陸上競技選手。専門分野はハードル競走。アジア陸上競技選手権大会において1979年から1983年までの間に100メートル (m)ハードルでいずれも大会新記録による3連覇を達成した。1982年アジア競技大会では、ハードルと400mリレーで2個の金メダルを獲得している。日本陸上競技選手権大会では6度優勝した。
このほか、1983年世界陸上競技選手権大会では日本代表、IAAF陸上ワールドカップ（1979年・1981年）ではアジア代表として、それぞれ出場歴がある。
現役時代の後半には、結婚に伴い佐々木 恵美（ささき えみ）の名前で競技会に出場した。引退後の教育研究活動では、正字体の秋元惠美の表記も使用されている。

## 来歴

### 生い立ちとキャリア初期
陸上競技を始めた頃は短距離走の選手で、埼玉県立岩槻商業高等学校在学中だった1975年2月1日に東京体育館で開催された国際室内陸上競技会の50mでは、2度のオリンピック代表歴のあるマミー・ラリンズ（アメリカ合衆国）のみに敗れる2位に入り、タイムは同着（6秒7）だった。
国士舘大学に進学。1977年の第61回日本陸上競技選手権大会で100mハードルに、14秒09の当時の電気計時大会記録で初優勝する。同大会では100mにも出走して12秒36のタイムで2位となっている。同年、キャンベラで開催された1977年太平洋沿岸五か国対抗陸上競技大会に、アメリカのデービー・ラプランテとオーストラリアのチェリル・ボスウェルに次ぐ3位となり、国際大会で初のメダルとなった。この大会では400mリレーにも出場し、最下位ながら日本新記録を達成している。この年、埼玉県スポーツ協会の「野口記念体育賞」を受賞している。

### 初のアジアタイトル
1978年の第62回日本陸上競技選手権大会では茂木多美江（長野県小諸高等学校教員）に連覇を阻まれたが、1979年の第63回日本陸上競技選手権大会では13秒81の記録でタイトルを奪回した。1979年に国士舘大学を卒業すると、研究助手として大学に残った。母国の東京で開催された1979年アジア陸上競技選手権大会の日本代表に選ばれ、大会新記録の14秒17で優勝した。同年、モントリオールで開催された1979年IAAF陸上ワールドカップが世界大会へのデビューとなり、アジア代表として8位の結果だった。
日本陸上競技選手権大会では1980年（第64回）、1981年（第65回）で連覇を伸ばし、後者では13秒71に記録を向上させた。1981年に埼玉県立上尾沼南高等学校の教員となる。1981年太平洋沿岸五か国対抗陸上競技大会では、走高跳の福光久代とともに2人だけの日本女子個人金メダリストとなった。アジアレベルでの競技を続け、再び東京で開催された1981年アジア陸上競技選手権大会では13秒78の大会新記録で連覇を達成した。1981年IAAF陸上ワールドカップでは前回に続き8位だった。

### アジア大会と3度目のアジア陸上
競技歴のピークとなったのは1982年アジア競技大会で、同じ日本の秋元千鶴子および前回優勝の中国選手を抑えて、13秒63の自己ベスト記録で優勝した。秋元のほかに小西恵美子（1981年アジア陸上200m優勝）・磯崎公美（1982年アジア大会200m・400m優勝）・吉田淳子（1981年アジア陸上400m優勝）といった短距離の精鋭をそろえた400mリレーでは、45秒13のアジア新記録で2つめの金メダルを手にした。
日本陸上競技選手権100mハードルでの優勝は1983年（第67回）まで続き、5連覇となった（1983年は結婚後の佐々木姓で出場）。この年、3度目となる1983年アジア陸上競技選手権大会に出場し、2.0mの向かい風という条件の中、大会新記録（自己ベストタイの13秒63）で3連覇を達成した。ヘルシンキで開催された、1983年世界陸上競技選手権大会に出場し、準々決勝では同組トップの13秒73を記録したが、全体では8位となり、準決勝には進めなかった。
秋元は、1986年に室内50mハードルで7秒19となり、自身最後の日本新記録をマークした（この記録は2022年6月現在、破られていない）。
現役引退後は、1993年から埼玉県立上尾高等学校、2004年から母校の埼玉県立岩槻商業高等学校の教員をそれぞれ務め、2017年3月に県立高校の教員を退いた。同年4月から母校の国士舘大学体育学部体育学科で准教授となる。一方、2015年に埼玉県陸上競技協会理事に就任したほか、日本陸上競技連盟において、青少年に陸上競技を普及する任に就いている。

## 国際競技大会成績
| 年     | 大会                             | 会場               | 結果        | 種目             | 補足  |
| ------ | -------------------------------- | ------------------ | ----------- | ---------------- | ----- |
| 1977年 | 太平洋沿岸五か国対抗陸上競技大会 | キャンベラ         | 3位         | 100 m ハードル   | 14.44 |
| 1979年 | アジア陸上競技選手権大会         | 東京都             | 優勝        | 100 m ハードル   | 14.17 |
| 1979年 | IAAF陸上ワールドカップ           | モントリオール     | 8位         | 100 m ハードル   | 14.28 |
| 1981年 | 太平洋沿岸五か国対抗陸上競技大会 | クライストチャーチ | 3位         | 100 m ハードル   | 13.83 |
| 1981年 | アジア陸上競技選手権大会         | 東京都             | 優勝        | 100 m ハードル   | 13.78 |
| 1981年 | IAAF陸上ワールドカップ           | ローマ             | 8位         | 100 m ハードル   | 13.97 |
| 1982年 | アジア競技大会                   | ニューデリー       | 優勝        | 100 m ハードル   | 13.63 |
| 1982年 | アジア競技大会                   | ニューデリー       | 優勝        | 4 × 100 m リレー | 45.13 |
| 1983年 | アジア陸上競技選手権大会         | クウェート市       | 優勝        | 100 m ハードル   | 13.63 |
| 1983年 | 世界陸上競技選手権大会           | ヘルシンキ         | 準々決勝8位 | 100 m ハードル   | 13.73 |